# Riu Grande (Brasil)
El riu Grande (rio Grande, en portuguès) és un riu situat al sud-est de Brasil, considerat un dels cursos fluvials més importants de la regió. Sis grans preses aprofiten el potencial hidroelèctric del riu: Furnas, Peixoto, Estreito, Jaraguá, Volta Grande i Água Vermelha. Els seus principals afluents són el riu Pardo i el riu Sapucaí.
Neix a l'alt del Mirantão, en la serralada de la Mantiqueira, terme municipal de Bocaína de Minas, estat de Minas Gerais. Recorre 1.300 km fins a la seva confluència amb el riu Paranaíba, formant la frontera natural entre els estats de São Paulo, Mines Gerais i Mato Grosso do Sul. Aquest punt és una de les àrees agrícoles més importants del Brasil i es considera l'aiguaneix del riu Paraná, el segon en importància d'Amèrica del Sud.